# Hvidløg
Hvidløg (Allium sativum) er en løgplante, der bruges som krydderurt og lægeplante. Hvidløget kommer oprindelig fra Centralasien, men er også tidligt blevet dyrket i Mellemøsten og Lilleasien. Planten er en af de ældste kendte kulturplanter og har længe været benyttet inden for folkemedicinen.
Når hvidløg bliver knust eller hakket fint, dannes allicin, som er et stærkt antibiotikum med virkning over for både bakterier og svampe.

## Dyrkning
Hvidløg sætter ikke spiredygtige frø og formeres derfor vegetativt med fed eller yngleknopper fra blomsterstanden. Normalt bruges fed, da de danner hvidløg på én sæson, hvorimod yngleknopper kræver to sæsoner til at danne hvidløget. Nogle er dog glade for de store enkeltfedshvidløg, der dannes fra yngleknopper på én sæson.

Normalt sættes fed eller yngleknopper midt i oktober. Der gødes allerede om efteråret, medmindre jorden er i god gødningstilstand. Gødning gentages i marts måned. Hvidløg udnytter ikke sent tilført gødning. Hvidløg høstes, når der er 4-6 grønne blade tilbage, typisk i juli måned, hænges til afmodning og kan efter 2-3 uger lagres ved stuetemperatur.
Det største hvidløg i Danmark blev i 2009 kåret, til slangehvidløget af sorten Estisk Rød, der nåede op på 197g ved høst.

## Anvendelse
Hvidløg er blevet tillagt følgende medicinske egenskaber:
- ormemiddel.
- desinficerende middel.
- vanddrivende middel.
- mod maveinfektioner.
- sænker blodets kolesterolindhold.
- hæmmer åreforkalkningsprocessen.
- hæmmer influenza B.
- hæmmer herpes simplex virus.
- bakteriehæmmende
- øger organismens kapacitet til at optage B1-vitamin.
- forbedrer blodsukkerbalancen.
- hæmmer udviklingen af kræftsvulster.
- styrker organismen som helhed.
- gavnlig for kredsløbet.
- dæmper forhøjet blodtryk.
- mod luftvejskatar.
- mod gigt.
- udvortes ved bylder og sår.
- mod fordøjelsesforstyrrelser.
- mod øje-/øre-/næseinfektioner.
- mod bihulebetændelse.
- mod bronkitis/astma.
- mod hæmorider.
- mod svamp.
- mod akne.
- mod forkølelse.
- mod tømmermænd (forebyggende).